# 长春解放纪念碑
长春解放纪念碑位于中华人民共和国吉林省长春市朝阳区南湖公园北门入口处，是1988年为纪念长春解放四十周年而建立，现为吉林省级文物保护单位。
纪念碑于1988年10月8日落成，碑名由曾经担任过东北民主联军政治委员的彭真撰题。纪念碑设计成门字形，碑高39米，底部各边长19.48米，象征长春1948年解放。2014年公布为吉林省第七批文物保护单位。